# 克卢萨河
克卢萨河（Clutha River），新西兰南岛河流，全长338公里，为新西兰第2长河，也是新西兰南岛第一长河。克卢萨河发源于南阿尔卑斯山脉的瓦纳卡湖，向南流入太平洋。